# Dictyotrypeta cometa
Dictyotrypeta cometa är en tvåvingeart som först beskrevs av Malloch 1933.  Dictyotrypeta cometa ingår i släktet Dictyotrypeta och familjen borrflugor. Inga underarter finns listade i Catalogue of Life.